# Portville (New York)
Ne doit pas être confondu avec Portville (village, New York).
Portville est une ville (town) située dans le comté de Cattaraugus, dans l'État de New York, aux États-Unis,. En 2020, elle comptait une population de 3 504 habitants, estimée au 1er juillet 2021 à 3 480 habitants. La ville est fondée en 1813 et incorporée en 1895. La ville est ainsi nommée parce qu'elle était, à une date antérieure, un point important pour l'expédition de bois de construction, de bardeaux, etc..

## Démographie
Lors du recensement de 2020, la ville comptait une population de 3 504 habitants. Elle est estimée, en 2021, à 3 480 habitants.